# SPOON/Missing you
『SPOON/Missing you 』（スプーン/ミッシング ユー）は2004年3月3日にコロムビアミュージックエンタテインメントから発売された河村隆一11枚目のシングル。
ジャケットが4種あり、うち3種が初回限定盤。
- バラ（通常盤）[1]
- アネモネ[2]
- ポピー[3]
- ダリア[4]

## 概要
作詞：河村隆一
1. SPOON
作曲・編曲：河村隆一
アルバム『VANILLA』先行シングル。日本テレビ系『FIFAワールドカップアジア予選「日本vsオマーン」』イメージソング
日本テレビ『汐留スタイル!』Stylish Play
2. Missing you
作曲・編曲：葉山拓亮
葉山拓亮が初めて参加した楽曲。
葉山はアルバム『VANILLA』以降ほとんどの河村ソロ作品に参加し、INORANとともに結成したTourbillonのメンバーである。
3. SPOON（Instrumental）
4. Missing you（Instrumental）

## パロディ
2004年4月1日にエイプリルフール企画として、当時河村が所属していたコロムビアミュージックエンタテインメントの営業マンが「河村隆二」名義で「SPOON」のパロディ曲「スポーン」を発表し、社内で流された。廣瀬禎彦CEO（当時）の発案によるもので、CDは非売品として10枚のみがプレスされた。